# Романенко, Юрий Михайлович
Ю́рий Миха́йлович Романе́нко (род. 23 марта 1960, г. Гребёнка, Полтавская область, УССР) — российский философ, доктор философских наук, профессор СПбГУ , профессор РГПУ им. А.И. Герцена 

## Биография
Окончил философский факультет ЛГУ в 1986 году. В 1989 году защитил кандидатскую диссертацию «Роль категорий пространства и времени в генезисе и содержании законов диалектики», а в 2000 году докторскую диссертацию «Онтология и метафизика как типы философского знания». Специалист в области онтологии. Разрабатывает проблемы мифа как устойчивой формы воображения. В 2001 году организовал Центр онтологического исследования воображения.

## Работы
- ФИЛОСОФИЯ И МИЗОСОФИЯ ПЛАТОНИЗМА